# NADH deshidrogenasa
La NADH Deshidrogenasa (EC 1.6.5.3) (també anomenada “NADH:ubiquinona oxidoreductasa” o “Complex I”) és un enzim localitzat a la membrana mitocondrial interna que catalitza la transferència d'electrons del NADH al coenzim Q (CoQ). Podem dir que el Complex I és un “enzim d'entrada” a la fosforilació oxidativa.

## Funció
La NADH Deshidrogenasa és el primer enzim (Complex I) de la Cadena transportadora d'electrons mitocondrial. Hi ha tres enzims transductors d'energia en la cadena transportadora d'electrons : NADH deshidrogenasa (Complex I), Citocrom c reductasa (Complex III), i Citocrom c oxidasa (Complex IV). El Complex I és l'enzim més gran i més complicat de la cadena.
La seva reacció és:
NADH + H+ + CoQ + 4H+ → NAD+ + CoQH₂ + 4H+
En aquest procés, el complex transloca 4 protons a través de la membrana interna per cada molècula de NADH oxidada, ajudant a crear el potencial electroquímic utilitzat per a produir ATP.
Recentment s'ha demostrat que en certs procariotes el complex transloca cations Na+ en lloc de protons i d'aquesta manera es genera una força sodi-motriu en lloc de protó-motriu.
La reacció pot ser reversible – referint-nos a la reducció aeròbia del NAD+ suportada pel succinat - en presència d'un alt potencial de membrana, però el mecanisme catalític exacte continua sent desconegut.
El Complex I pot tenir un paper en el desencadenament de l'apoptosi. De fet, s'ha demostrat que hi ha una correlació entre les activitats mitocondrials i la Mort cel·lular programada (PCD) durant el desenvolupament de l'embrió somàtic.

## Mecanisme
Totes les reaccions redox tenen lloc a la part de la NADH deshidrogenasa que es troba fora de la membrana. El NADH al principi s'uneix a la NADH deshidrogenasa i transfereix dos electrons a una molècula de mononucleòtid de flavina (FMN) (grup prostètic) del Complex I, creant FMNH₂. L'acceptor d'electrons – l'anell d'isoaloxacina- del FMN és idèntic al del FAD. Llavors els electrons són transferits a través del segon grup prostètic de la NADH deshidrogenasa mitjançant una sèrie de grups ferro - sofre (Fe - S), i finalment al coenzim Q (ubiquinona). El flux d'electrons fa que quatre ions hidrogen siguin bombejats fora de la matriu mitocondrial. La ubiquinona (Q) accepta dos electrons per a ser reduïda a ubihidroquinona (QH₂).

## Composició i estructura

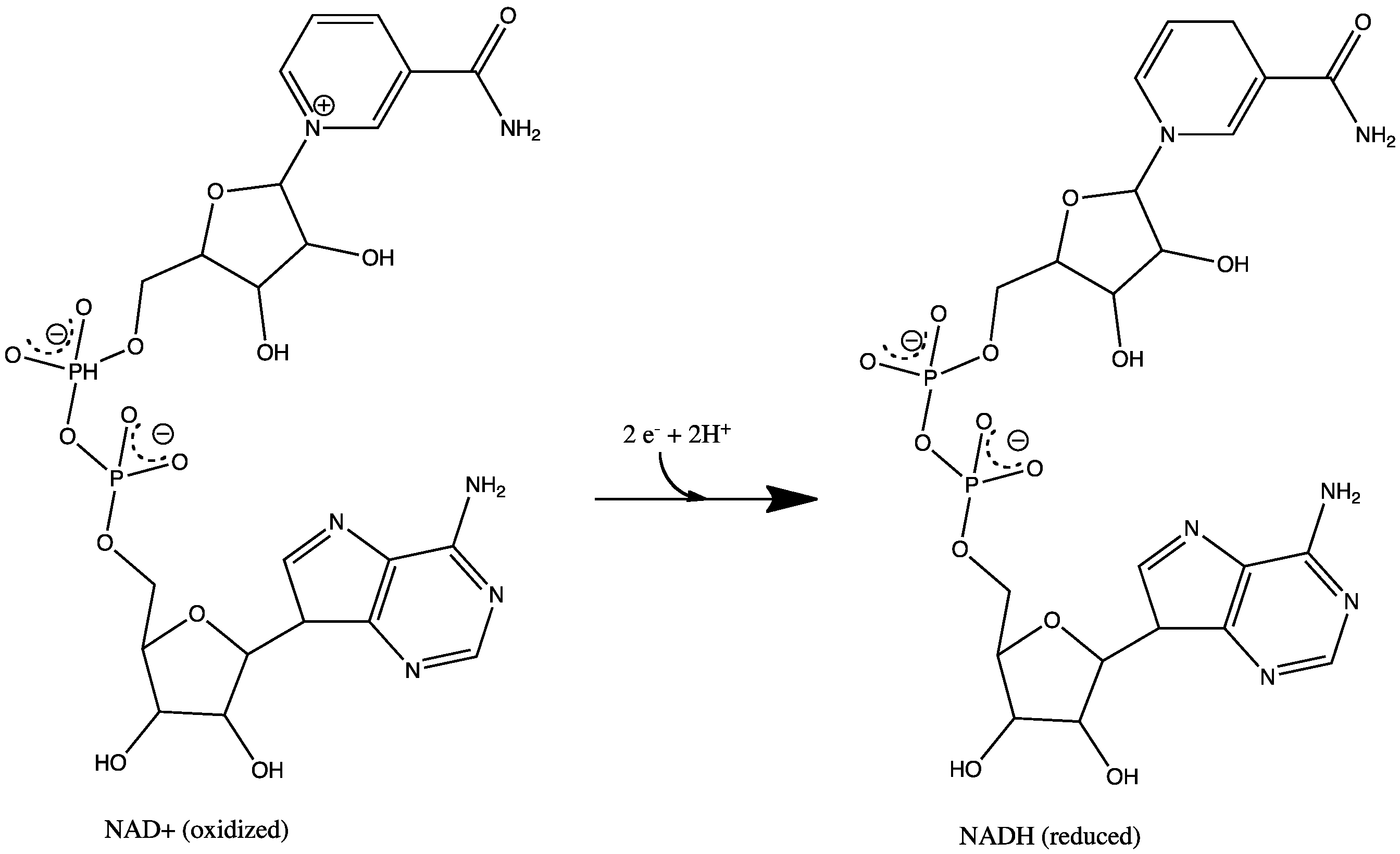
Transformació de NAD^{+} a NADH.

Transformació de FMN a FMNH₂.

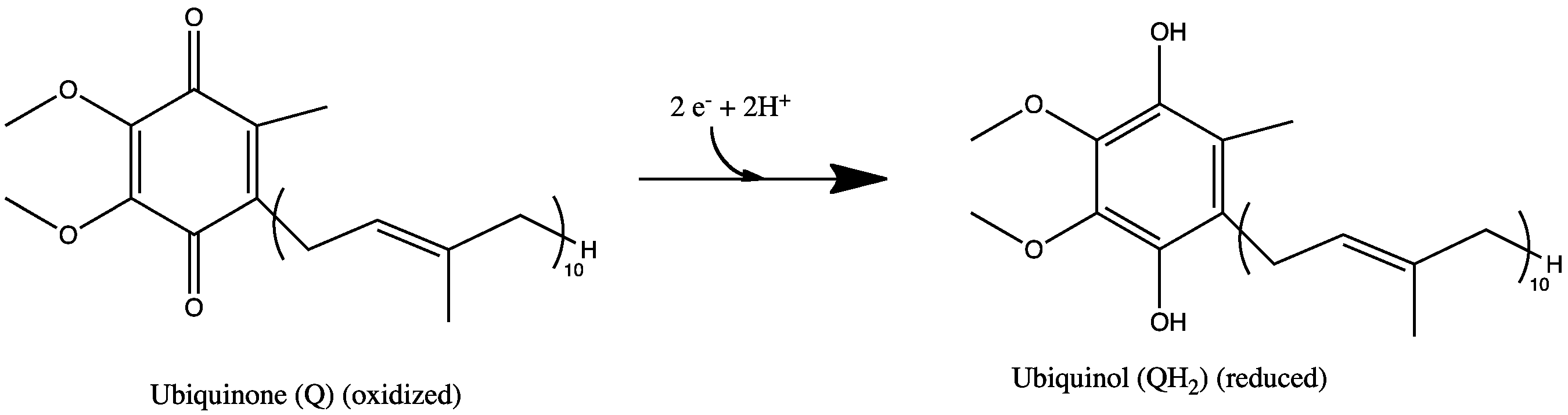
Transformació de Q a QH₂.

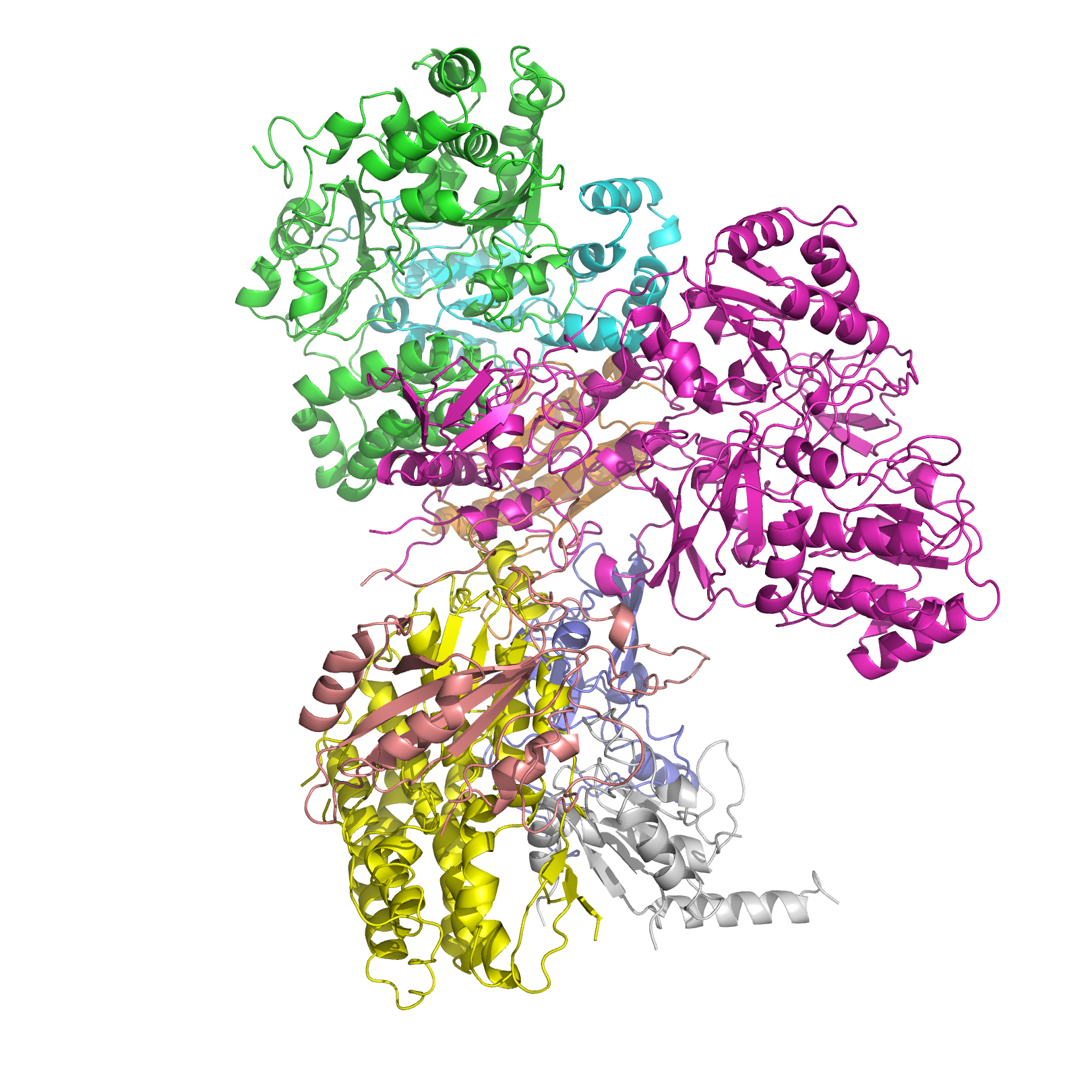
L'esctructura del domini perifèric d'una proteína relacionada amb la NADH deshidrogenasa; FMN deshidrogenasa bacteriana PDB 2FUG. Aquesta estructura omet un gran domini transmembrana, que es troba a la part de baix de la imatge i que s'estén cap a la dreta. Aquesta secció del complex es troba en la matriu mitocondrial.

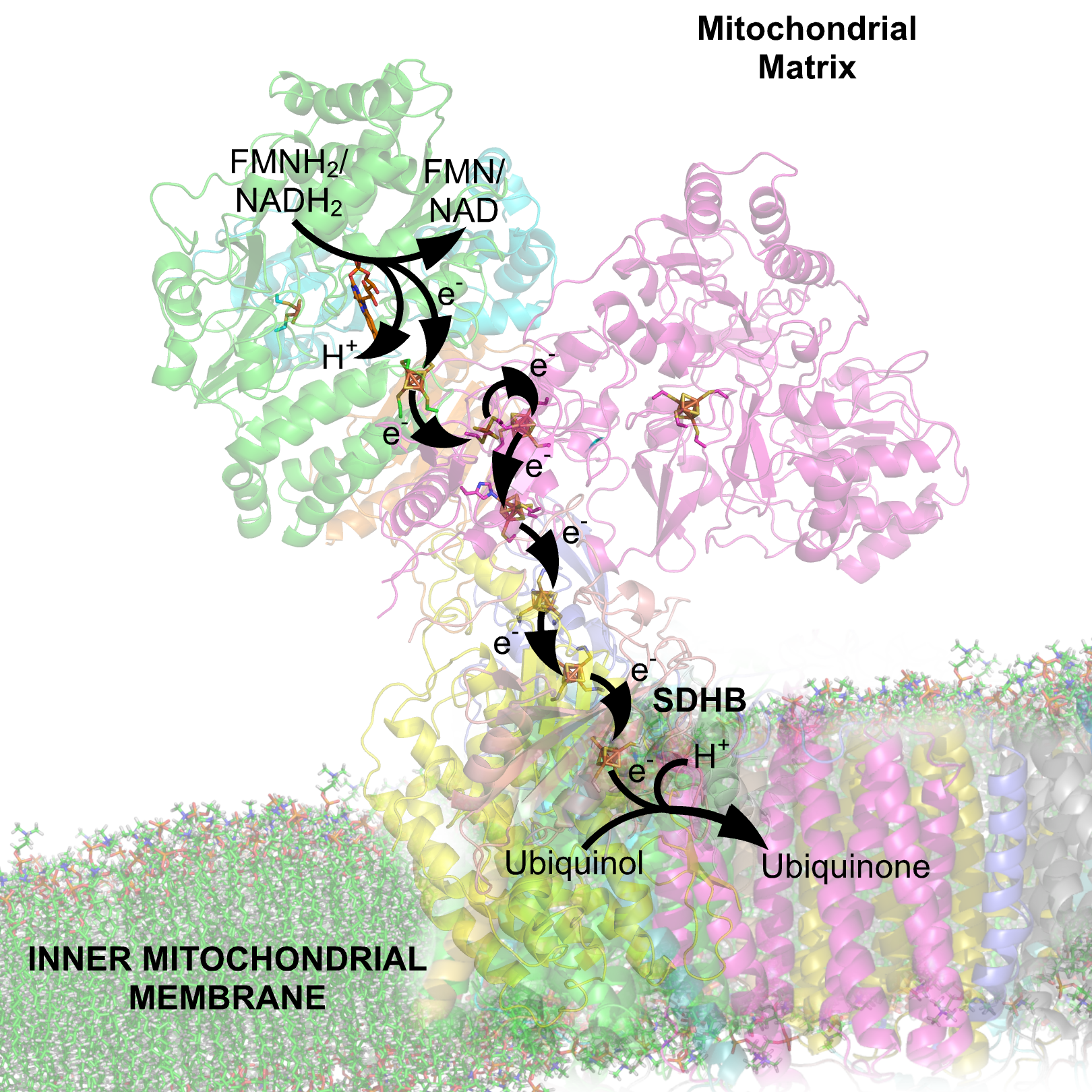
Els transportadors d'electrons del complex NADH deshidrogenasa. Set centres ferro – sofre primaris es troben en línia pel braç perifèric del comple per transportar electrons des del lloc de la deshidratació del NADH fins a la ubiquinona. El grup ferro-sofre de la dreta no s'ha trobat en el complex eucariòtic. Nota: aquesta imatge inclou dos errors. A danlt hauria d'indicar NADH → NAD^{+} via un transportador d'electrons/cofactor FMN. A baix, hauria d'indicar Ubiquinone → Ubiquinol.

La NADH deshidrogenasa és el complex respiratori més gran. En mamífers, l'enzim conté 45 cadenes de polipèptids separades. El grup prostètic de flavina (FMN) i vuit grups ferro - sofre binuclears (Fe₂S₂) i tetranuclears (Fe₄S₄) són de particular importància funcional. De les 45 subunitats, set estan codificades pel genoma mitocondrial.
L'estructura és en forma de “L” amb un llarg domini de la membrana (amb unes 60 hèlixs transmembrana) i un domini perifèric hidròfil, que inclou tots els centres redox coneguts i el lloc d'unió del NADH. Mentre que l'estructura del complex eucariòtic no està ben caracteritzada, el domini perifèric/hidròfil del complex dels bacteris (Thermus thermophilus) ha estat cristal·litzat (PDB 2FUG).
Un estudi recent fet per Roessler et al. (2010) utilitzava espectres de ressonància paramagnètica electrònica (EPR) i ressonància doble electró - electró (DEER) per a determinar el camí de la transferència d'electrons a través dels complexos ferro - sofre, que estan localitzats al domini hidròfil. Set d'aquests grups formen una cadena des de la flavina fins als llocs d'unió de la quinona; el vuitè grup està localitzat a l'altra banda de la flavina, i la seva funció és desconeguda. Els resultats de l'EPR i el DEER suggereixen un perfil d'energia potencial altern o “muntanya russa” per a la transferència d'electrons entre els llocs actius i al llarg dels grups ferro - sofre, els quals poden optimitzar la taxa de desplaçament d'electrons i permetre una conversió d'energia eficient en el Complex I.

## Inhibidors
L'inhibidor més conegut del Complex I és la rotenona (utilitzat normalment com a pesticida orgànic). La rotenona i els rotenoids són isoflavonoids que es troben en diversos gèneres de plantes tropicals con ara Antonia (Loganiaceae), Derris i Lonchocarpus (Faboideae, Fabaceae). És sabut que en el segle xvii ja hi havia indis que utilitzaven per a pescar plantes que contenen rotenona - degut als seus efectes ictiotòxics. La rotenona s'uneix al lloc d'unió de la ubiquinona en el Complex I, igual com la piericidina A, un altre potent inhibidor amb una estructura semblant a la ubiquinona.
Malgrat més de 50 anys d'estudi de la NADH deshidrogenasa, no s'ha trobat cap inhibidor que bloquegi el flux d'electrons dins l'enzim. Els inhibidors hidròfobs com la rotenona o la piericidina més probablement interrompen la transferència d'electrons entre el grup ferro - sofre terminal N2 i la ubiquinona. S'ha vist que la inhibició sistemàtica a llarg termini del Complex I per la rotenona pot induir degeneració selectiva de les neurones dopaminèrgiques (les neurones el neurotransmissor primari de les quals és la dopamina).
La NADH deshidrogenasa també és bloquejada per adenosina difosfat ribosa – un inhibidor competitiu reversible de l'oxidació del NADH que s'uneix a l'enzim en el lloc d'unió del nucleòtid.
Les acetogenines són els inhibidors més potents del complex I. S'ha demostrat que s'uneixen a la unitat ND2, cosa que suggereix que l'ND2 és essencial per la unió de la quinona. Curiosament, la Rolliniastatina-2, una acetogenina, és el primer inhibidor del Complex I que s'ha trobat que no comparteixi el mateix lloc d'unió que la rotenona.

## Transició activat/desactivat
Les propietats catalítiques del Complex I eucariòtic no són simples. Existeixen dos formes catalítiques i estructurals diferents en qualsevol preparació de l'enzim: una és la plenament competent, l'anomenada forma A “activa” i l'altra és la catalítica silenciosa, dormida, “desactivada”, forma D. Després de l'exposició de l'enzim inactiu a temperatures elevades, però fisiològiques (>30 °C) en absència de substrat, l'enzim es converteix en la forma D. Aquesta forma és catalíticament incompetent però pot ser activada per la lenta reacció (k~4 min-1) de l'oxidació del NADH amb la posterior reducció de la ubiquinona. Després d'una o diverses rotacions l'enzim es torna actiu i pot catalitzar la reacció NADH:ubiquinona a un ritme més alt (k~104 min-1). En presència de cations divalents (Mg2+, Ca2+), o a pH alcalí l'activació tarda més temps.
L'elevada energia d'activació (270 kJ/mol) del procés de desactivació indica l'ocurrència de grans canvis conformacionals en l'organització del Complex I. No obstant això, fins ara, l'única diferència conformacional observada entre aquestes dues formes és el nombre de residus de cisteïna exposats a la superfície de l'enzim. El tractament de la forma D del Complex I amb reactius sulfhidril N-etilmaleimida o DTNB bloqueja irreversiblement residus de cisteïna crucials, abolint les capacitats de l'enzim de respondre a l'activació, per tant inactivant-lo irreversiblement. La forma A del Complex I és insensible als reactius sulfhidril.
S'ha descobert que aquests canvis conformacionals poden tenir un significat fisiològic molt important. La forma desactivada del Complex I, però no l'activada, és susceptible a la inhibició per nitrosotiols i peroxinitrit. És probable que la transició de la forma activada a la desactivada del Complex I es dugui a terme durant condicions patològiques quan el coeficient de rotació de l'enzim és limitat a temperatures fisiològiques, com ara durant la hipòxia, o quan la proporció òxid nítric:oxigen augmenta al teixit (Ex: hipòxia metabòlica).

## Producció de superòxid
Investigacions recents suggereixen que el complex I és una potent font d'espècies reactives de l'oxigen.
El complex I pot produir superòxid (igual que peròxid d'hidrogen), com a mínim a través de dues vies diferents. Durant la transferència d'electrons, només són produïdes molt petites quantitats de superòxid (probablement menys del 0,1% del flux total d'electrons).
Durant la transferència inversa d'electrons, el Complex I podria ser el lloc més important de producció de superòxid dins el mitocondri, amb un màxim del 5% dels electrons desviats cap a la formació de superòxid. La transferència inversa d'electrons, el procés mitjançant el qual els electrons formen el fons comú d'ubiquinona reduïda (proporcionat per la succinat deshidrogenasa, la glicerol-3-fosfat deshidrogenasa, o dihidroorotat deshidrogenasa en els mitocondris dels mamífers), passa a través del Complex I per a reduir NAD+ a NADH, impulsat pel potencial elèctric de la membrana interna mitocondrial. Encara que no es coneix amb precisió sota quines condicions patològiques la transferència inversa d'electrons es duria a terme in vivo, els experiments in vitro indiquen que hi pot haver una potent font de superòxid quan les concentracions de succinat són elevades i les concentracions d'oxalacetat o malat són baixes.
El superòxid és una espècie reactiva d'oxigen que contribueix en l'estrès oxidatiu cel·lular i està relacionada amb malalties neuromusculars i amb l'envelliment.
La NADH deshidrogenasa produeix superòxid transferint un electró de l'FMNH₂ a l'oxigen (O₂). La resta del radical de flavina és inestable, i transfereix l'electró que queda als centres ferro – sofre. Curiosament, la proporció de NADH i NAD+ és la que determina la velocitat de la formació de superòxid.

## Patologia
Les mutacions en les subunitats del Complex I poden provocar malalties mitocondrials, incloent la síndrome de Leigh. Mutacions puntuals en diverses subunitats del Complex I derivades del DNA mitocondrial (mtDNA) també poden donar lloc a la neuropatia òptica hereditària de Leber. Hi ha algunes proves que els defectes del Complex I poden tenir un paper en l'etiologia de la malaltia de Parkinson, potser degut a les espècies reactives d'oxigen (el Complex I, igual que el Complex II, filtra electrons a l'oxigen, formant superòxid molt tòxic).
Encara que l'etiologia exacta de la malaltia de Parkinson no és clara, és probable que les disfuncions mitocondrials, juntament amb la inhibició del proteasoma i les toxines ambientals, puguin tenir un paper important. De fet, la inhibició del Complex I s'ha demostrat que causa la producció de peròxids i una disminució en l'activitat del proteasoma, la qual pot conduir a la malaltia de Parkinson. A més a més, Esteves et al. (2010) van trobar que línies de cèl·lules amb la malaltia de Parkinson mostren una major pèrdua de protons al Complex I, la qual provoca una disminució de la capacitat respiratòria màxima.
Estudis recents han examinat altres papers de l'activitat de la NADH deshidrogenasa al cervell. Andreazza et al. (2010) van trobar que el nivell d'activitat del Complex I era disminuït considerablement en pacients amb trastorns bipolars, però no en pacients amb depressió o esquizofrènia. Van veure que els pacients amb trastorns bipolars mostraven un augment d'oxidació i nitratació de proteïnes en el còrtex prefrontal. Aquests resultats suggereixen que futurs estudis haurien d'encaminar el Complex I cap a potencials estudis terapèutics sobre el trastorn bipolar. De manera similar, Moran et al. (2010) van trobar que pacients amb una deficiència severa del Complex I mostraven una disminució de les taxes de consum d'oxigen i també unes taxes de creixement més lent. Això no obstant, van veure que mutacions en diferents gens del Complex I conduïen a diferents fenotips, explicant d'aquesta manera les variacions de les manifestacions fisiopatològiques de la deficiència del Complex I.
L'exposició a pesticides també pot inhibir el Complex I i provocar símptomes de malaltia. Per exemple, l'exposició crònica a baixos nivells de diclorvós, un organofosfat utilitzat com a pesticida, s'ha demostrat que causa disfunció hepàtica. Això passa perquè el diclorvós altera els nivells d'activitat del Complex I i II, els quals porten a una disminució de les activitats de transferència d'electrons mitocondrials i a una disminució de la síntesi d'ATP.

## Gens
Hi ha molts gens que estan involucrats en la biosíntesi del Complex I, i participen en: transcripció, traducció, transport, processament, inserció de cofactors, etc. El procés de biosíntesi ha d'estar regulat estrictament per a mantenir els nivells d'activitat metabòlica en cèl·lules i teixits, d'acord amb la seva demanda energètica.
A continuació es presenta una llista de gens humans que codifiquen components de la NADH deshidrogenasa (Complex I).
- NADH deshidrogenasa (ubiquinona) 1 alfa subcomplex 
  - NDUFA1 – NADH deshidrogenasa (ubiquinona) 1 alfa subcomplex, 1, 7.5 kDa
  - NDUFA2 – NADH deshidrogenasa (ubiquinona) 1 alfa subcomplex, 2, 8 kDa
  - NDUFA3 – NADH deshidrogenasa (ubiquinona) 1 alfa subcomplex, 3, 9 kDa
  - NDUFA4 – NADH deshidrogenasa (ubiquinona) 1 alfa subcomplex, 4, 9 kDa
  - NDUFA4L – NADH deshidrogenasa (ubiquinona) 1 alfa subcomplex, 4-like
  - NDUFA4L2 – NADH deshidrogenasa (ubiquinona) 1 alfa subcomplex, 4-like 2
  - NDUFA5 – NADH deshidrogenasa (ubiquinona) 1 alfa subcomplex, 5, 13 kDa
  - NDUFA6 – NADH deshidrogenasa (ubiquinona) 1 alfa subcomplex, 6, 14 kDa
  - NDUFA7 – NADH deshidrogenasa (ubiquinona) 1 alfa subcomplex, 7, 14.5 kDa
  - NDUFA8 – NADH deshidrogenasa (ubiquinona) 1 alfa subcomplex, 8, 19 kDa
  - NDUFA9 – NADH deshidrogenasa (ubiquinona) 1 alfa subcomplex, 9, 39 kDa
  - NDUFA10 – NADH deshidrogenasa (ubiquinona) 1 alfa subcomplex, 10, 42 kDa
  - NDUFA11 – NADH deshidrogenasa (ubiquinona) 1 alfa subcomplex, 11, 14.7 kDa
  - NDUFA12 – NADH deshidrogenasa (ubiquinona) 1 alfa subcomplex, 12
  - NDUFA13 – NADH deshidrogenasa (ubiquinona) 1 alfa subcomplex, 13
  - NDUFAB1 – NADH deshidrogenasa (ubiquinona) 1, alfa/beta subcomplex, 1, 8 kDa
  - NDUFAF1 – NADH deshidrogenasa (ubiquinona) 1 alfa subcomplex, factor de muntatge 1
  - NDUFAF2 – NADH deshidrogenasa (ubiquinona) 1 alfa subcomplex, factor de muntatge 2
  - NDUFAF3 – NADH deshidrogenasa (ubiquinona) 1 alfa subcomplex, factor de muntatge 3
  - NDUFAF4 – NADH deshidrogenasa (ubiquinona) 1 alfa subcomplex, factor de muntatge 4
  - NADH deshidrogenasa (ubiquinona) 1 beta subcomplex
  - NDUFB1 – NADH deshidrogenasa (ubiquinona) 1 beta subcomplex, 1, 7 kDa
  - NDUFB2 – NADH deshidrogenasa (ubiquinona) 1 beta subcomplex, 2, 8 kDa
  - NDUFB3 – NADH deshidrogenasa (ubiquinona) 1 beta subcomplex, 3, 12 kDa
  - NDUFB4 – NADH deshidrogenasa (ubiquinona) 1 beta subcomplex, 4, 15 kDa
  - NDUFB5 – NADH deshidrogenasa (ubiquinona) 1 beta subcomplex, 5, 16 kDa
  - NDUFB6 – NADH deshidrogenasa (ubiquinona) 1 beta subcomplex, 6, 17 kDa
  - NDUFB7 – NADH deshidrogenasa (ubiquinona) 1 beta subcomplex, 7, 18 kDa
  - NDUFB8 – NADH deshidrogenasa (ubiquinona) 1 beta subcomplex, 8, 19 kDa
  - NDUFB9 – NADH deshidrogenasa (ubiquinona) 1 beta subcomplex, 9, 22 kDa
  - NDUFB10 – NADH deshidrogenasa (ubiquinona) 1 beta subcomplex, 10, 22 kDa
  - NDUFB11 – deshidrogenasa (ubiquinona) 1 beta subcomplex, 11, 17.3 kDa
- NADH deshidrogenasa (ubiquinona) 1, subcomplex desconegut 
  - NDUFC1 – NADH deshidrogenasa (ubiquinona) 1, subcomplex desconegut, 1, 6 kDa
  - NDUFC2 – NADH deshidrogenasa (ubiquinona) 1, subcomplex desconegut, 2, 14.5 kDa
- NADH deshidrogenasa (ubiquinona) proteïna Fe-S
  - NDUFS1 – NADH deshidrogenasa (ubiquinona) proteïna Fe-S 1, 75 kDa (NADH-coenzim Q reductasa)
  - NDUFS2 – NADH deshidrogenasa (ubiquinona) proteïna Fe-S 2, (NADH-coenzim Q reductasa)
  - NDUFS3 – NADH deshidrogenasa (ubiquinona) proteïna Fe-S 3, 30 kDa (NADH-coenzim Q reductasa)
  - NDUFS4 – NADH deshidrogenasa (ubiquinona) proteïna Fe-S 4, 18 kDa (NADH-coenzim Q reductasa)
  - NDUFS5 – NADH deshidrogenasa (ubiquinona) proteïna Fe-S 5, 15 kDa (NADH-coenzim Q reductasa)
  - NDUFS6 – NADH deshidrogenasa (ubiquinona) proteïna Fe-S 6, (NADH-coenzim Q reductasa)
  - NDUFS7 – NADH deshidrogenasa (ubiquinona) proteïna Fe-S 7, 20 kDa (NADH-coenzim Q reductasa)
  - NDUFS8 – NADH deshidrogenasa (ubiquinona) proteïna Fe-S 8, 23 kDa (NADH-coenzim Q reductasa)
- NADH deshidrogenasa (ubiquinona) flavoproteïna 1 
  - NDUFV1 – NADH deshidrogenasa (ubiquinona) flavoproteïna 1, 51 kDa
  - NDUFV2 – NADH deshidrogenasa (ubiquinona) flavoproteïna 2, 24 kDa
  - NDUFV3 – NADH deshidrogenasa (ubiquinona) flavoproteïna 3, 10 kDa
- Subunitat de la NADH deshidrogenasa codificada al mitocondri 
  - MT-ND1 - Subunitat 1 de la NADH deshidrogenasa codificada al mitocondri
  - MT-ND2 - Subunitat 2 de la NADH deshidrogenasa codificada al mitocondri
  - MT-ND3 - Subunitat 3 de la NADH deshidrogenasa codificada al mitocondri
  - MT-ND4 - Subunitat 4 de la NADH deshidrogenasa codificada al mitocondri
  - MT-ND4L - Subunitat 4L de la NADH deshidrogenasa codificada al mitocondri
  - MT-ND5 - Subunitat 5 de la NADH deshidrogenasa codificada al mitocondri
  - MT-ND6 - Subunitat 6 de la NADH deshidrogenasa codificada al mitocondri